# شموئيل هوروفيتس
شموئيل هوروفيتس (بالعبرية: שמואל הורביץ) (12 سبتمبر 1901 – 1999) عالم زراعة إسرائيلي.
من أهم أعماله الأبحاث عن تأقلم النباتات لظروف الزراعة في إسرائيل، مثل الفول السوداني والحبوب والبقوليات للعلف والرعي.
حصل على جائزة إسرائيل في الزراعة في عام 1975.

## حياته
ولد في مينسك في الإمبراطورية الروسية (حاليا في روسيا البيضاء)، ودرس في موسكو. وكان صديقا مقربا لشاؤول تشيرنيخوفسكي، حيث أقام معه فترة. وفي عام 1917 قتلت أخته على يد عصابة من المعادين للسامية في أوكرانيا.
وفي عام 1924 اعتقل هوروفيتس بتهمة النشاط الصهيوني، وقضى بضعة أشهر في السجن. وهاجر في عام 1925 إلى فلسطين تحت الانتداب البريطاني. حيث عاش في كيبوتس غيشير حتى عام 1926، لكنه رحل إلى ألمانيا للدارسة في كلية الزراعة في برلين.
وبين عامي 1933 و1954 عمل هوروفيتس في مركز البحث الرزاعي التابع للوكالة اليهودية في روحوفوت، وكان من بين مؤسسيه. وفي عام 1953 أصبح أستاذا في الجامعة العبرية في القدس، وعين عميدا لكلية الزراعة بها في عام 1964. وكان عضوا في مجلس التعليم العالي بين عامي 1960 و1971. عرض عليه العمل كسفير لإسرائيل في الفلبين لكنه رفض.

## جوائز
- حصل على جائزة إسرائيل في الزراعة في عام 1975.[4] وذلك بسبب كتابه «نظرية الحقل» الذي اعتبر لسنوات كتابا رائدا في الزراعة في إسرائيل، وطبق فيه النظريات العلمية مع واقع الزراعة في إسرائيل.

- حصل على جائزة روبين عن كتابه «الزراعة في الشرق العربي».